# أوليف سينيور
أوليف سينيور (بالإنجليزية: Olive Senior)‏‏ (23 ديسمبر 1941 في أبرشية تريلاوني - ) كاتِبة، وروائية، وكاتبة قصص قصيرة، وشاعرة، وصحفية من جامايكا.